# Genista spinulosa
Genista spinulosa är en ärtväxtart som beskrevs av Auguste Nicolas Pomel. Genista spinulosa ingår i släktet ginster, och familjen ärtväxter. Inga underarter finns listade i Catalogue of Life.